# Lee Kwang-jong
Lee Kwang-jong (en coreano: 이광종; Gimpo, 1 de abril de 1964-26 de septiembre de 2016) fue un entrenador y jugador de fútbol surcoreano que jugaba en la demarcación de centrocampista.

## Biografía
Empezó su carrera como futbolista a los 24 años de edad con el Jeju United FC de su país natal. Jugó en el club un total de siete temporadas, llegando a cosechar una K League Classic y una Copa de la Liga de Corea en 1994. Tras 196 partidos y 26 goles con el equipo, se fue traspasado al Suwon Samsung Bluewings en 1996, donde terminaría su carrera, colgó las botas una temporada más tarde. Siete años después empezó su carrera como entrenador. Debutó con la selección de fútbol sub-15 de Corea del Sur, donde sólo entrenó al combinado unos pocos partidos, al igual que con la selección de fútbol sub-20 de Corea del Sur un año después. Tras un breve paso por la selección de fútbol sub-17 de Corea del Sur, volvió a la selección sub-20 para disputar la Copa Mundial de Fútbol Sub-20 de 2011, donde su equipo quedó eliminado en los octavos de final contra España en la tanda de penalties por 7-6. También disputó el mundial de 2013, donde su equipo pasó de la fase de grupos y de los octavos de final, ya que en la siguiente fase fue eliminado por Irak. La última vez que ejerció el cargo de entrenador fue con la selección de fútbol sub-23 de Corea del Sur, desde 2013 hasta 2015.
Falleció el 26 de septiembre de 2016 a los 52 años de edad tras sufrir leucemia.

## Clubes

### Como futbolista
| Club                    | País          | Año         | Partidos | Goles |
| ----------------------- | ------------- | ----------- | -------- | ----- |
| Jeju United FC          | Corea del Sur | 1988 - 1995 | 196      | 26    |
| Suwon Samsung Bluewings | Corea del Sur | 1996 - 1997 | 38       | 6     |

### Como entrenador
| Club                              | País          | Año         |
| --------------------------------- | ------------- | ----------- |
| Selección sub-15 de Corea del Sur | Corea del Sur | 2003        |
| Selección sub-20 de Corea del Sur | Corea del Sur | 2004        |
| Selección sub-17 de Corea del Sur | Corea del Sur | 2007 - 2009 |
| Selección sub-20 de Corea del Sur | Corea del Sur | 2010 - 2013 |
| Selección sub-23 de Corea del Sur | Corea del Sur | 2013 - 2015 |

## Palmarés

### Campeonatos nacionales
| Título                   | Club           | País          | Año  |
| ------------------------ | -------------- | ------------- | ---- |
| K League Classic         | Jeju United FC | Corea del Sur | 1989 |
| Copa de la Liga de Corea | Jeju United FC | Corea del Sur | 1994 |